# Laurent Eperon
Laurent Eperon (* 1976) ist ein Schweizer Koch.

## Werdegang
Nach der Kochlehre im Hotel Elite in Biel (16 Gault Millau Punkte) hatte Eperon Stationen im Hotel Ritz in Paris und im Dolder Grand Hotel in Zürich. 1998 wechselte zum Baur au Lac.
Seit 2009 ist Eperon Küchenchef des Gourmetrestaurants Pavillon, das von Pierre-Yves Rochon gestaltet wurde.
2014 wurde das Restaurant mit einem Michelinstern ausgezeichnet, 2019 mit zwei Michelinsternen.

## Auszeichnungen
- 2019: zwei Sterne im Guide Michelin 2019